# Travis Rice

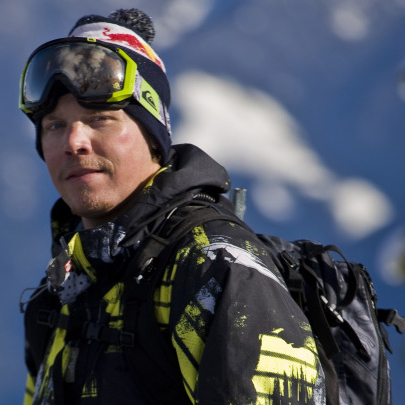
Travis Rice (2010)

Travis Rice (* 9. Oktober 1982 im Jackson Hole, Wyoming) ist ein professioneller US-amerikanischer Snowboarder.

## Biographie
Travis kam schon in sehr jungen Jahren in Kontakt mit Schnee. Im Alter von elf Jahren bekam er sein erstes Snowboard, welches bald seine Ski ersetzte. Er trat dem lokalen Snowboard-Team eigentlich nur bei, um eine Entschuldigung für das Fernbleiben von der Schule zu haben, und nahm an den ersten regionalen und nationalen Wettbewerben teil.
2001 beendete er seine Ausbildung an der Jackson Hole High School und widmete sich dem Snowboarden, obwohl er zu dieser Zeit noch keinen Sponsor hatte. Auf Empfehlung eines Freundes wurde Filmer Rich Goodwin auf Travis aufmerksam und produzierte mit ihm ein kleines Video in Alaska. Bereits ein Jahr später hatte er Sponsoren und nahm an verschiedenen nationalen und internationalen Wettbewerben teil und konnte Plätze in den ersten Rängen belegen.
Heute ist Travis Rice ein Profi-Snowboarder, der in mehreren Disziplinen des Sports zur Weltspitze gehört. Am 2. Dezember 2006 gewann er auch den Air & Style Contest in München mit einem Double Backflip 180.

## Filme
2006 wurde der Film That’s It, That’s  All mit dem Regisseur Curt Morgan gedreht, der 2008 Premiere hatte. Im September 2011 wurde der Film The Art of Flight, der mit dem gleichen Team gedreht wurde, veröffentlicht. Im Herbst 2016 wurde der Film The Fourth Phase, wiederum in Kooperation mit dem gleichen Team, veröffentlicht.

## Erfolge
Saison 01/02
- 2. Platz – Vans Triple Crown Big Air 2001, Breckenridge, USA
- 3. Platz – Vans Triple Crown Slopestyle 2001, Breckenridge, USA
- TransWorld Rookie of the year 2001
- Sieger – X-Games 2002, Slopestyle
- Sieger – Grand Prix Big Air 2002, Breckenridge, USA
- Sieger – U.S. Open 2002, Quarterpipe
- 2. Platz – U.S. Open 2002, Slopestyle

Saison 02/03
- Sieger – The Session 2003, Rail Jam, Vail, USA
- Sieger – Montana Christchurch Big Air 2003, Neuseeland
- Sieger – Arctic Challenge 2003, Quarterpipe
- Sieger – X-Trail Jam Japan, Straight Jump
- Sieger – U.S. Open 2003, Jib Jam
- 3. Platz – U.S. Open 2003, Slopestyle

Saison 03/04
- 4. Platz – X-Games 2003, Slopestyle
- Sieger – Arctic Challenge 2004, Quarterpipe, Norwegen
- Sieger – Boost Mobile Pro and Best Trick, 2004
- 2. Platz – Nissan X-Trail Jam 2004, Quarterpipe, Tokio Dome, Japan
- 2. Platz – U.S. Open 2004, Slopestyle
- 2. Platz – U.S. Open 2004, Rail Jam

Saison 05/06
- 8. Platz – Air & Style 2005, München, (TTR SIX(6)STAR)
- 3. Platz – Honda Session at Vail 2006, Vail, Colorado, USA, (TTR FIVE(5)STAR)
- 33. Platz in der TTR World Snowboard Tour Weltrangliste

SAISON 06/07
- Sieger – Air & Style 2006, München, (TTR SIX(6)STAR)
- Sieger – Nissan X-Trail Jam 2006, Straight Jump, Tokyo Dome, Japan, (TTR SIX(6)STAR)
- 3. Platz – O’Neill Evolution 2007, Halfpipe, Davos, Schweiz, (TTR SIX(6)STAR)
- 8. Platz – O’Neill Evolution 2007, Quarterpipe, Davos, Schweiz, (TTR SIX(6)STAR)
- Sieger – U.S. Open 2006, Slopestyle, Stratton, Vermont, USA, (TTR SIX(6)STAR)
- 14. Platz – U.S. Open 2006, Halfpipe, Stratton, Vermont, USA, (TTR SIX(6)STAR)
- 4. Platz in der TTR World Snowboard Tour Weltrangliste

Saison 07/08
- Sieger – Nissan X-Trail Jam 2007, Quarterpipe, Tokio Dome, Japan, (TTR 6Star)
- Sieger – Quiksilver Natural Selection 2008, Slopestyle, Jackson Hole, Wyoming, (TTR 4Star)